# Бірґіт Фішер
Бірґіт Фішер  (нім. Birgit Fischer, 25 лютого 1962) — німецька веслувальниця, восьмиразова олімпійська чемпіонка.

## Виступи на Олімпіадах
| Олімпіада      | Дисципліна                    | Місце |
| -------------- | ----------------------------- | ----- |
| Москва 1980    | байдарка, 500 метрів          | 1     |
| Сеул 1988      | байдарка, 500 метрів          | 2     |
| Сеул 1988      | байдарка-двійка, 500 метрів   | 1     |
| Сеул 1988      | байдарка-четвірка, 500 метрів | 1     |
| Барселона 1992 | байдарка, 500 метрів          | 1     |
| Барселона 1992 | байдарка-четвірка, 500 метрів | 2     |
| Атланта 1996   | байдарка, 500 метрів          | 4     |
| Атланта 1996   | байдарка-двійка, 500 метрів   | 2     |
| Атланта 1996   | байдарка-четвірка, 500 метрів | 1     |
| Сідней 2000    | байдарка-двійка, 500 метрів   | 1     |
| Сідней 2000    | байдарка-четвірка, 500 метрів | 1     |
| Афіни 2004     | байдарка-двійка, 500 метрів   | 2     |
| Афіни 2004     | байдарка-четвірка, 500 метрів | 1     |